# Робоча рада
Робоча рада — цехова організація, що представляє працівників, яка функціонує як доповнення до профспілок на місцевому/фірмовому рівні, але є незалежною від них, принаймні в деяких країнах. У ряді європейських країн, включаючи Сполучене Королівство, існують робочі ради під різними назвами в різноманітних споріднених формах (joint consultative committee або employees’ council); Німеччина та Австрія (Betriebsrat); Люксембург (comité mixte, délégation du personnel ); Нідерланди ( Dienstcommissie, Ondernemingsraad) і Фландрія в Бельгії (ondernemingsraad); Італія (comitato aziendale); Франція (comité social et économique); Валлонія в Бельгії (conseil d'entreprise), Іспанії (comité de empresa) і Данії (Samarbejdsudvalg або SU).
Одне з найбільш часто досліджуваних (і, можливо, найуспішніших) реалізацій цього цього інституту в Німеччині. Модель в основному така: загальні трудові угоди укладаються на національному рівні національними профспілками (наприклад , IG Metall) і німецькими асоціаціями роботодавців (наприклад, Gesamtmetall), а місцеві заводи та фірми потім зустрічаються з робочими радами, щоб адаптувати ці національні угоди до місцевих обставин. Члени виробничої ради обираються трудовим колективом підприємства строком на чотири роки. Вони не повинні бути членами профспілки; виробничі ради також можуть бути створені в компаніях, де ні роботодавець, ні працівники не організовані.
Представники виробничої ради також можуть бути призначені до ради директорів.
Як і у випадку зі спільним прийняттям рішень, існує три основних погляди на те, чому в першу чергу існують робочі ради: щоб зменшити конфлікт на робочому місці шляхом покращення та систематизації каналів зв’язку; законодавчим шляхом посилити переговорну силу працівників за рахунок власників; і виправляти недоліки ринку за допомогою державної політики.

## Європейський Союз
22 вересня 1994 року Рада Європейської Унії прийняла директиву (94/45/ЄС) про створення Європейської робочої ради (EWC) або подібну процедуру з метою інформування та консультування працівників у компаніях, які працюють на рівні Європейської Унії.
Директива EWC поширюється на компанії, які мають щонайменше 1000 співробітників у межах ЄС і щонайменше 150 працівників у кожній із щонайменше двох країн ЄЕЗ.
Європейські робочі ради були створені частково як відповідь на посилення транснаціональної реструктуризації, викликаної Єдиним європейським актом. Вони дають представникам працівників з усіх європейських країн у великих транснаціональних компаніях прямий зв’язок із вищим керівництвом. Вони також дбають про те, щоб працівникам у різних країнах повідомляли одне й те саме про транснаціональну політику та плани. Нарешті, вони дають представникам працівників у профспілках і національних виробничих радах можливість консультуватися один з одним і розробляти спільну європейську відповідь на транснаціональні плани роботодавців, які керівництво має розглянути перед тим, як ці плани будуть реалізовані.
Директива EWC була переглянута Радою та Європейським Парламентом у травні 2009 року. Зміни, які містяться в новій («переробленій») Директиві, мають бути перенесені в національне законодавство до 5 червня 2011 року та мають важливі наслідки для всіх компаній, на які поширюється дія законодавства, як для тих, у яких існує Європейська робоча рада, так і для тих, які її ще не створили.
Подібний транснаціональний консультативний орган існує для працівників Societates Europaeae, який називається SE-Representative-Body або SE Works Council. Це набуло чинності в 2004 році з Директивою про залучення працівників (2001/86/ЄС). За даними Європейського інституту профспілок, робочі ради SE можна порівняти з європейськими трудовими радами.

## Франція
Робочий комітет (CE) був обов’язковим для будь-якої компанії з 50 працівниками або більше. Його замінює соціально-економічний комітет (CSE або Business and Social Council), який було запроваджено в усіх компаніях з 1 січня 2020 року. Члени СЕ обираються всіма працівниками та мають 20 годин делегування на місяць. Основна роль CE або CSE полягає в тому, щоб бути посередником між працівниками та членами правління, яке складається з голови та директора з персоналу, переважно для колективних питань, таких як організація роботи, політика навчання, переваги. Його консультації є обов’язковими у разі певних економічних подій, таких як будь-які стратегічні кроки компанії. Кількість членів залежить від кількості людей у компанії. Усі члени CE або CSE щомісяця проводять зустрічі з правлінням, на яких розглядаються дуже конкретні питання.

## Німеччина
Робочі ради (однина: Betriebsrat, множина: Betriebsräte ) у Німеччині мають довгу історію, починаючи з початку 1920-х років у Веймарській республіці після Першої світової війни, заснованої Законом про робочі ради (Betriebsrätegesetz), пізніше оновленим у 1952 році шляхом прийняття Закону про установу підприємств у Західній Німеччині. Спочатку профспілки дуже скептично ставилися до виробничих рад, вважаючи їх способом для керівництва вести переговори з працівниками без колективних переговорів, але згодом вони розробили чітко визначені обов’язки, коли виробничим радам заборонено закликати до страйків або вести переговори про підвищення заробітної плати. Останніми роками, коли членство в профспілках зменшилося, профспілки стали сприймати профспілки як спосіб залучати членів, зокрема, організовуючи кампанії, щоб профспілки приєднувалися до них. У 2019 році залежно від галузі від 16% до 86% працівників працювали у роботодавця з трудовою радою.
Незважаючи на те, що членство в профспілці явно не є обов’язковим, згідно з аналізом, проведеним Фондом Ганса Бьоклера щодо виборів до Ради працівників у 2014 році, залежно від сектору; від 60 до 80% обраних радників працівників були членами афілійованих профспілок у Німецькій конфедерації профспілок. Профспілки можуть запропонувати захист членам ради працівників. Наприклад, профспілки проводять навчальні курси для забезпечення проведення виборів виробничої ради, що відповідає закону, що може запобігти атакам з боку керівних органів, які вороже ставляться до створення виробничої ради.
Робочі ради в Німеччині пов’язані з рядом позитивних ефектів. Вони сприяють вищій заробітній платі, навіть більше, ніж колективні переговори (хоча ситуації з обома сприятимуть найвищій заробітній платі), вони роблять фірми більш продуктивними (хоча ступінь, до якої вони підвищують продуктивність, важко виміряти). і вони не перешкоджають інвестиціям чи інноваціям. Крім того, доведено, що робочі ради допомагають жінкам, східнонімецьким та іноземним працівниками. Однак вони пов’язані з нижчою рентабельністю, ймовірно, оскільки вони, як правило, приносять вищу заробітну плату, і менші компанії можуть не мати такої вигоди, як більші.
Перешкоджання роботі ради працівників є кримінальним злочином. 